# Jorge González (cantante español)
Jorge González González (Madrid, 22 de septiembre de 1988) es un cantante español.

## Vida personal y profesional
Jorge González nació en Madrid en 1988. Se dio a conocer gracias a su participación en la quinta edición del concurso de televisión español, Operación Triunfo, que salió al aire en 2006. Había intentado convencer a sus padres para que le permitieran acudir a las audiciones durante dos años consecutivos, antes de que se le permitiera presentarse en las audiciones. Viviendo en ese momento con sus padres en Madrid, Jorge no había recibido ninguna instrucción musical formal a la edad de 18 años, cuando al fin consiguió inscribirse y participar en el citado concurso.
Durante el concurso, Jorge González se basó en composiciones de Luis Miguel y de Juan Luis Guerra al pensar en el repertorio que presentaría, alcanzando finalmente el octavo lugar. Aunque no fue el ganador, Jorge dejó Operación Triunfo con un contrato en el sello Vale Music y con el que publicó su disco debut, un álbum titulado en lengua romaní, Dikélame, que fue lanzado en el verano de 2007, en el que incluyó el single «Xikila baila», disco con el que llevó a cabo una gira de conciertos.
Su segundo álbum de estudio titulado Vengo a enamorarte, fue estrenado en 2009. En ese mismo año, Jorge participó en la preselección para representar a España en el concurso de la Canción de Eurovisión.
En febrero de 2018 participa en el LIX Festival Internacional de la Canción de Viña del Mar, Chile, con la canción "Tu boquita" y, en agosto-septiembre del mismo año, compite en el Cerbul de Aur, festival celebrado en la ciudad rumana de Braşov, con "Esta noche".
Jorge González concurre con asiduidad a la Iglesia Evangélica, pues profesa dicha religión. Estuvo casado, actualmente separado y tiene dos hijos.
En 2020, se anuncia la participación de Jorge González en la octava edición de Tu cara me suena, en la que resultó vencedor gracias al enorme trabajo realizado en todo el programa.
En 2022 se incorpora durante unos meses al musical La jaula de las locas, interpretando el papel de Jacob.
En 2023 es confirmado como concursante del Benidorm Fest 2024, con su canción Caliente.

## Programas de televisión
- 2006 - 2007: Operación Triunfo 2006  como concursante. (Telecinco)
- 2009: Eurovisión 2009: El retorno como concursante. (La 1)
- 2012: La voz como concursante. Segundo clasificado. (Telecinco)
- 2014: Mira quién va a Eurovisión como concursante. (La 1)
- 2015: Pequeños gigantes como padrino. (Telecinco)
- 2016: Los Gipsy Kings como invitado. (Cuatro)
- 2017: Tu cara me suena 6 como invitado imitando a Maluma. (Antena 3)
- 2019: La mejor canción jamás cantada como concursante. (La 1)
- 2020 - 2021: Tu cara me suena 8 como concursante. Ganador. (Antena 3)
- 2022: Esta noche gano yo como concursante. (Telecinco)
- 2024: Benidorm Fest como participante y candidato como concursante en Eurovisión 2024. (La 1)
- 2025: Bailando con las estrellas como concursante. (Telecinco)

## Discografía
Álbumes de estudio
- 2007: Dikélame[12]
- 2009: Vengo a enamorarte[12]
- 2010: Noches de eros, con Anabel Dueñas. (2010)[13]

Sencillos
- «Amada mía»[14](2010)[15]
- «Fuego en el fuego» (2010)[13]
- «Aunque se acabe el mundo» (2014)[12]
- «Ruido» (2015)[12]
- «Me iré» (2016)[12]
- «Tu boquita» (2016)
- «Esta noche» (2018)
- «León» (2019)